# Groß Dratow
Groß Dratow is een Ortsteil van de Duitse gemeente Schloen-Dratow in de deelstaat Mecklenburg-Voor-Pommeren. Tot 1 januari 2012 was Groß Dratow een zelfstandige gemeente.

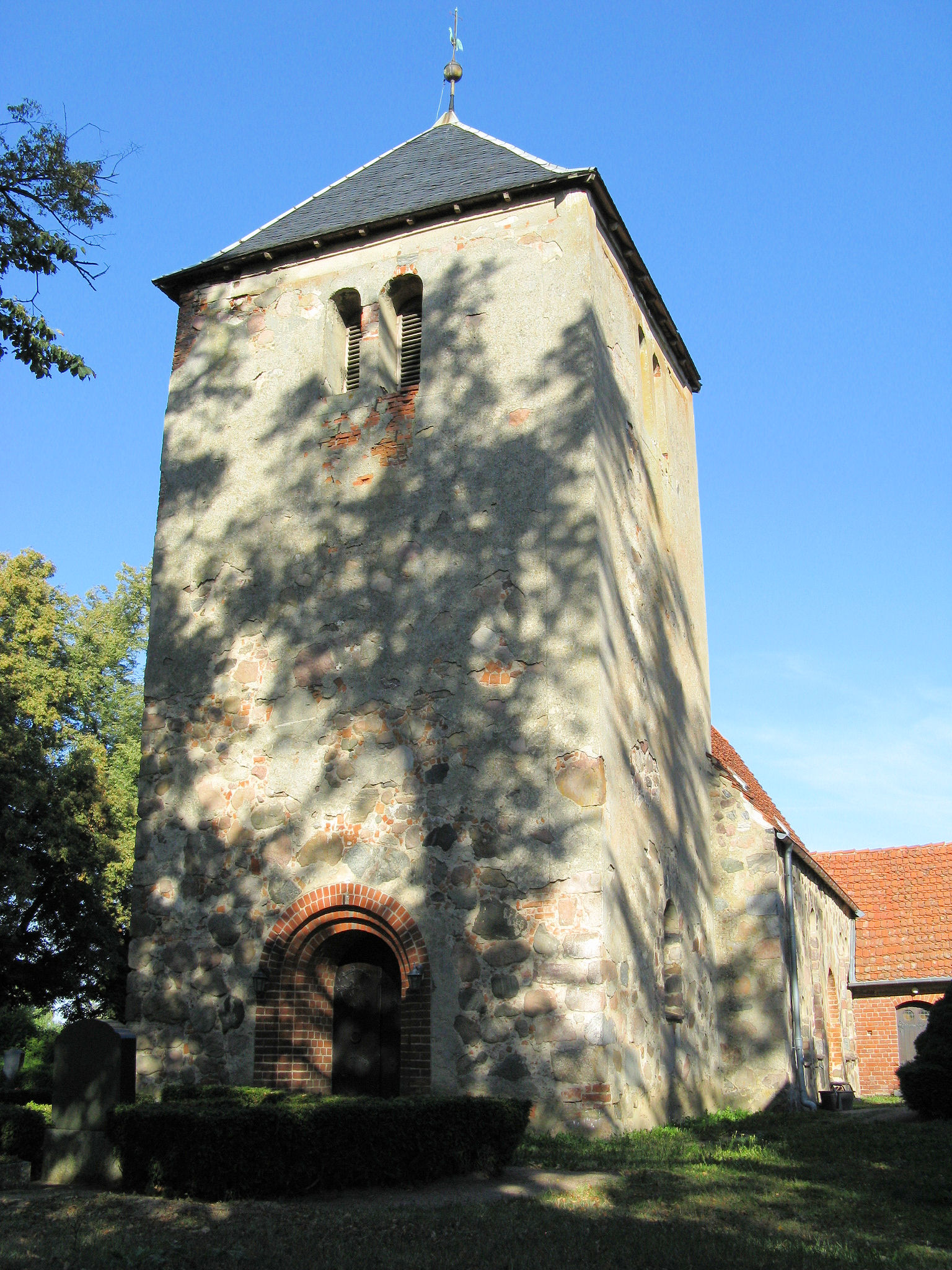
Kerk in Groß Dratow